# تپه قلعه بهمن
تپه قلعه بهمن مربوط به سده‌های متاخر دوران‌های تاریخی پس از اسلام است و در شهرستان سرباز، بخش مرکزی، دهستان مورتان، روستای پشامگ واقع شده و این اثر در تاریخ ۲۷ اسفند ۱۳۸۷ با شمارهٔ ثبت ۲۶۲۴۱ به‌عنوان یکی از آثار ملی ایران به ثبت رسیده است.